# 1199년

## 연호
- 남송(南宋) 경원(慶元) 5년
- 금(金) 승안(承安) 4년
- 일본(日本) 겐큐(建久) 10년 / 쇼지(正治) 원년
- 서하(西夏) 천경(天慶) 6년
- 리 왕조(李朝) 티엔뜨자투이(天資嘉瑞) 14년

## 기년
- 남송(南宋) 영종(寧宗) 5년
- 금(金) 장종(章宗) 10년
- 고려(高麗) 신종(神宗) 2년
- 서하(西夏) 환종(桓宗) 6년
- 리 왕조(李朝) 고종(高宗) 24년

## 사건
- 최충헌, 수양장도감과 오가도감을 두었음.

## 사망
- 2월 9일 - 일본 가마쿠라 막부의 개창자 미나모토노 요리토모
- 4월 6일 - 잉글랜드의 리처드 1세, 잉글랜드 플랜태저넷 왕가의 2번째 군주.
- 고려(高麗)의 궁주(宮主) 수안궁주(壽安宮主)
- 고려(高麗)의 공주(公主) 효회공주(孝懷公主)